# Le nostre anime di notte (singolo)
Le nostre anime di notte è un singolo della cantante italiana Anna Tatangelo, pubblicato il 6 febbraio 2019 come terzo estratto dal settimo album in studio La fortuna sia con me.
Il brano è stato presentato in gara al 69º Festival di Sanremo, dove si è piazzato al ventiduesimo posto.

## Video musicale
Il videoclip è stato pubblicato il 5 febbraio 2019 sul canale Vevo-YouTube della cantante.

## Classifiche
| Classifica (2019) | Posizione massima |
| ----------------- | ----------------- |
| Italia            | 75                |